# 莱莫利耶尔
莱莫利耶尔（法語：Les Molières，法語發音：[le mɔljɛʁ] ⓘ）是法国法兰西岛大区埃松省的一个市镇，属于帕莱索区。

## 地理
莱莫利耶尔（48°40'20"N, 2°4'8"E）面积7.02 平方千米，位于法国法蘭西島大區埃松省，该省份为法国北部内陆省份，北起上塞纳省和马恩河谷省，西接厄尔-卢瓦省和伊夫林省，南至卢瓦雷省，东临塞纳-马恩省。
与莱莫利耶尔接壤的市镇（或旧市镇、城区）包括：圣雷米莱舍夫勒斯、布莱莱特鲁、佩克斯、利穆尔、戈梅斯城。

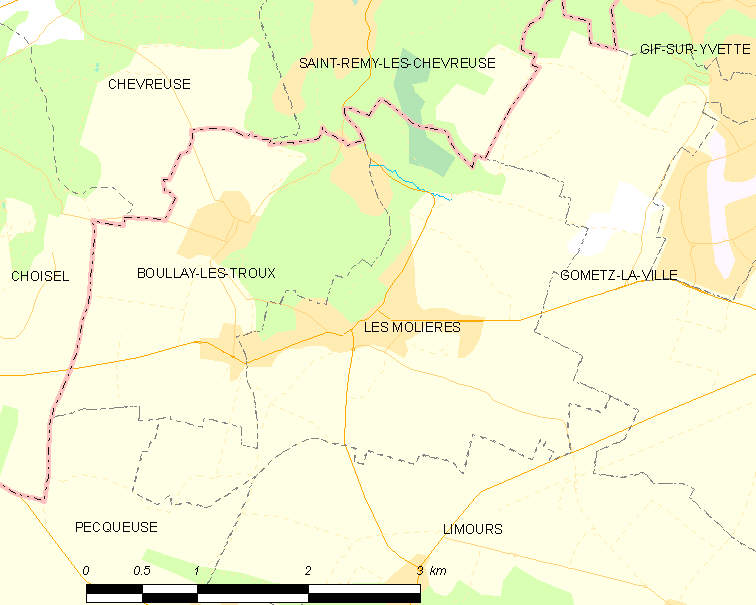
莱莫利耶尔的OSM定位图

莱莫利耶尔的时区为UTC+01:00、UTC+02:00（夏令时）。

## 行政
莱莫利耶尔的邮政编码为91470，INSEE市镇编码为91411。

## 政治
莱莫利耶尔所属的省级选区为伊韦特河畔日夫县。

## 人口

1962-2008年间莱莫利耶尔人口变化图示

莱莫利耶尔于2022年1月1日时的人口数量为1935人。